# FlightGear
FlightGear er et samarbejdsprojekt, som fokuserer på at skabe et sofistikeret free software-flysimulator-framework. Det er licenseret under GNU GPL og fungerer på flere platforme og styresystemer. Eksempelvis Microsoft Windows (Win9x/ME/2000/XP), Linux, Mac OS X og Unix.
Simuleringsmotoren i FlightGear hedder SimGear. Det benyttes både som et slutbrugerprogram og i akademiske og forskningsmæssige miljøer for udviklingen af og stræbenen efter flyvesimulatorideer.
Denne mulighed for at tilpasse programmet efter egne ønsker er illustreret af det brede udvalg af flyvemaskinemodeller, som er tilgængeligt i FlightGear, fra svæveflyvemaskiner til helikoptere og fra ruteflyvemaskiner til jagerflyvemaskiner. Disse flyvemaskinemodeller er lavet af mange forskellige mennesker.

## Netværk og flerskærmsmuligheder
Adskillige netværksmuligheder tillader FlightGear at kommunikere med andre instanser af FlightGear. En flerbrugerprotokol er tilgængelig, så FlightGear kan benyttes i et lokalt netværk i et miljø med flere flyvemaskiner. Dette kan benyttes til flyvning i formation eller kontroltårnssimulering.
Adskillige instanser af FlightGear kan synkroniseres, så et flerskærmsmiljø kan dannes. Hvis alle instanser kører med den samme billedfrekvens konstant, er det muligt at få gode og tætte synkroniseringer mellem skærme.